# Acacia minniritchi
Acacia minniritchi — вид квіткових рослин з родини бобових. Ареал: Австралія (Західна Австралія).

## Середовище
Вид часто розташований на скелястих крутих схилах і на луках савани, що ростуть на кам'янистих ґрунтах на основі кварциту.

## Біоморфологічна характеристика
Кущ або дерево зазвичай досягає максимальної висоти 4 метри і має темно-червону кору, що лущиться на дрібні кучеряві пластівці. Має кутасті гілочки зі злегка волохатими ребрами. Вічнозелені філодії мають лінійну форму, яка злегка звужується до основи і може бути злегка вигнутою. Філодії мають довжину від 3,5 до 9 см і ширину від 0,5 до 2 мм і вкриті жовтуватими волосками, які рівно лежать на поверхні; вони мають одну помітну жилку. Цвіте з травня по липень, утворюючи золотисті квітки. Циліндричні щільноквіткові колоси мають довжину від 2 до 4 см. Зеленувато-коричневі стручки мають лінійну форму і стиснуті між кожним насінням. Ворсинчасті стручки мають довжину від 4 до 9 см і містять поздовжньо розташоване насіння. Насіння чорно-коричневого кольору має видовжено-еліптичну форму.